# Yoldiella striolata
Yoldiella striolata är en musselart som först beskrevs av Brugnone 1876.  Yoldiella striolata ingår i släktet Yoldiella och familjen Yoldiidae. Inga underarter finns listade i Catalogue of Life.